# 紅羽假鰓鱂
紅羽假鰓鱂（学名：Nothobranchius cardinalis）為輻鰭魚綱鯉齒目假鰓鱂科的其中一種，被IUCN列為易危保育類動物，分布於非洲坦尚尼亞Mbwemkuru河流域，雄魚具有紅色的鼻子；胸鰭、臀鰭和尾鰭，尾鰭有狹窄的黑色邊緣帶，背鰭軟條15-16枚、臀鰭軟條13-14枚，體長可達2.7公分，棲息在季節性的沼澤、水塘底中層水域，生活習性不明，可作為觀賞魚。
其种加词“cardinalis”意为“深红色的”（来源于红衣主教的长袍颜色）。